# Nicole Westig
Nicole Westig (nascida em 13 de novembro de 1967) é uma política alemã. Nascida em Menden, Renânia do Norte-Vestfália, ela representa o Partido Democrático Liberal (FDP). Nicole Westig é membro do Bundestag pelo estado da Renânia do Norte-Vestfália desde 2017.

## Vida
Nicole Westig cresceu na sua cidade natal e concluiu o ensino secundário em 1987. A partir de 1988, ela estudou Direito Romance, Hispano e Público na Universidade de Bonn, graduando-se como Magistra Artium em 1996. De seguida, ela foi contratada pela Bundesverband mittelständische Wirtschaft, após a qual ela trabalhou por conta própria na área de imprensa e relações públicas. De 2008 a 2014, ela trabalhou para o FDP como consultora de Gerhard Papke, e depois disso ela mudou para a arrecadação de fundos no sector da caridade. Ela tornou-se membro do Bundestag após as eleições federais alemãs de 2017. Ela é membro do comité de saúde. Westig é a porta-voz da política de atendimento do grupo parlamentar do FDP no Bundestag.